# Božice
Božice är en ort i Tjeckien.   Den ligger i regionen Södra Mähren, i den sydöstra delen av landet, 190 km sydost om huvudstaden Prag. Božice ligger 190 meter över havet och antalet invånare är 1 436.
Terrängen runt Božice är platt. Runt Božice är det ganska tätbefolkat, med 54 invånare per kvadratkilometer. Närmaste större samhälle är Znojmo, 17,7 km väster om Božice. Trakten runt Božice består till största delen av jordbruksmark.